# Vysílač Litický Chlum
Vysílač Litický Chlum se nachází na stejnojmenném vrchu v nadmořské výšce 587 m n. m. V době vysílání analogové televize se jednalo o jeden ze tří východočeských vysílačů základní sítě spolu s vysílači Krásné a Černá hora. V rámci přechodu na DVB-T však bylo televizní vysílání z Litického Chlumu ukončeno. Svým analogovým signálem pokrýval východní Čechy i Kladské pomezí.
Areál vysílače je v majetku společnosti České Radiokomunikace a. s. Příhradová konstrukce je velmi frekventovaným uzlem digitálních mikrovlnných datových spojů, základních přenosových stanic (BTS) operátorů T-Mobile a O2 a také na něm sídlí dokrývač Hitrádia Černá Hora.

## Vysílané stanice

### Rozhlas
Vysílač Litický Chlum má přiděleny kmitočty pro následující rozhlasové stanice:
|    | Stanice             | Kmitočet | Výkon (ERP) | Polarizace |
| -- | ------------------- | -------- | ----------- | ---------- |
| FM | Hitrádia Černá Hora | 94,7 MHz | 0,2 kW      | vertikální |

## Televizní vysílání v minulosti
Analogové televizní vysílání bylo z Litického Chlumu ukončeno 30. června 2011.
| Vypnuto     | Stanice  | Kanál | Kmitočet   | Výkon (ERP) | Polarizace   |
| ----------- | -------- | ----- | ---------- | ----------- | ------------ |
| červen 2011 | ČT1      | 28    | 527,25 MHz | 100 kW      | horizontální |
| červen 2011 | TV Nova  | 33    | 567,25 MHz | 0,12        | horizontální |
| červen 2011 | TV Prima | 45    | 663,25 MHz | 100 kW      | horizontální |

## Nejbližší vysílače
Nejbližší významné vysílače a vzdálenost k nim:
| Růžice kompasu | Černá hora 74,9 km                              |                       |                | Růžice kompasu |
| Růžice kompasu | HK – Hoděšovice 32,7 km Pardubice – TKB 42,1 km | Sever                 | Praděd 62,9 km | Růžice kompasu |
| Růžice kompasu | HK – Hoděšovice 32,7 km Pardubice – TKB 42,1 km | Západ · Východ        | Praděd 62,9 km | Růžice kompasu |
| Růžice kompasu | HK – Hoděšovice 32,7 km Pardubice – TKB 42,1 km | Jih                   | Praděd 62,9 km | Růžice kompasu |
| Růžice kompasu | Krásné 53,7 km                                  | Kamenná Horka 43,3 km | Kojál 87,9 km  | Růžice kompasu |